# Czerczen-daria
Czerczen-daria (chiń. upr. 车尔臣河; chiń. trad. 車爾臣河; pinyin Chē’ěrchén Hé; ujg. ‏چەرچەن دەرياسى‎; Qarqan därya) – rzeka w północno-zachodnich Chinach. Jej źródła znajdują się w górach Ałtyn-tag, uchodzi do jeziora Taitema Hu (Karaburan). Długość rzeki wynosi ok. 500 km. Wykorzystywana do irygacji.